# Descanse
Descanse es un centro poblado en el municipio de Santa Rosa en el departamento del Cauca ubicado cerca a los límites con el departamento del Putumayo. Descanse tiene una población de 1.326 habitantes incluyendo la zona rural. A pesar de su antigüedad (cerca de 400 años) Descasne se constituye en uno de las poblaciones más aisladas de Colombia debido a su ubicación en el macizo colombiano y la falta de vías de acceso ya que sólo está comunicada a otros centros poblacionales mediante caminos de herradura .

## Origen del nombre
En los primeros informes anónimos cerca del año 1560 que dan noticia de la existencia del poblado de Descanse, se hace referencia a esta población con el nombre de Discanzé. . En 1582 Fray Jerónimo de Escobar reportó la existencia de esta población con el nombre de Yscansé, que según tradición oral era el nombre de un cacique Inca que lideraba un grupo de 5.000 indígenas que hablaban  quechua (Yanaconas) en la región del Macizo Colombiano. Informes recientes refieren a este centro poblado como Descanse o Descansé. El nombre Descansé se forma de la distorsión de la palabra Yscansé que también se escribía Iscancé o Iscansé y que se convirtió en Discancé o Discansé y finalmente Descanse

## Historia
Descanse es una de las poblaciones más antiguas de la región, su existencia empieza a registrarse entre 1550-1566 en reportes anónimos con el nombre de Yscansé como una población de 5.000 indígenas . Para el año 1572, cuando ocurrió la fundación hispánica del poblado (atribuida al Capitán Bernardo de Vargas Machuca y al Capitán Bartolomé Ruiz) la población ya se había reducido a 2.000 personas de las que luego una parte fueron llevadas a trabajar en las minas .  Entre 1730 y 1780 el pueblo dependió administrativamente de Almaguer.  En el año 1756, cuando llegó al lugar el Padre Franciscano Juan de Santa Gertrudis, Yscansé  pasó a llamarse San Juan de Trujillo, para este tiempo  la población ya se había reducido a 12 familias ; A partir de 1820, con el retiro de los misioneros españoles por causa de la independencia, Descanse al igual que Santa Rosa cayeron en el abandono, hasta que el descubrimiento de los árboles de quina y el comercio de su corteza atrajeron numerosos colonos del Cauca. La llegada de Fray Isidoro de Montclar en 1904, fue un momento importante debido a su contribución con el desarrollo de la comunidad . Hacia 1915 fue trasladado a su actual ubicación con el nombre de Descanse y el sitio que se abandonó fue llamado Pueblo Viejo.". Descanse empezó a prosperar y a repoblarse, sus primeras construcciones, que aún se conservan fueron de estilo colonial,  las casas eran muy grandes, de dos pisos con balcones; además tenían amplios solares que ocupaban casi una manzana.

## Geografía
Además, del centro poblado Descanse. Tiene bajo su área de influencia 10 veredas:
- Descanse
- La Cristalina
- El Encanto
- La Primavera
- Santa Clara
- La Isla
- El Cascajo
- Resguardo San José
- La Esperanza
- Santa Rita

Descanse se ubica sobre una pequeña meseta a una altitude de 900 m sobre el nivel del mar, está rodeada de montañas que atemperan el clima a una temperatura promedio de 25 grados.

## Turismo
Descanse se encuentra ubicado en la región conocida como Bota Caucana, la cual es uno de los destinos con mayor biodiversidad de Colombia y atractivo para la práctica de la observación de aves y otras alternativas de ecoturismo.
</ref>

## Economía
La población de Descanse se dedica a la agricultura y ganadería así como al bateo de oro en el río Cascabel, situado a 5 kilómetros del pueblo y muy rico en oro
Descanse es tradicionalmente una región agrícola y ganadera; por su diversidad climática de montaña, las tierras son muy productivas; Casi todos tienen su finca donde cultivan a gusto. Se cultivan tapioca, plátano, frijol, maíz, maní, chontaduro, arracacha, calabaza, yota, cacao, caña de azúcar, entre otros; También existe una variedad de frutas que incluyen naranja, aguacate, limón, mandarina, uva caimarón, guanábana, guayaba, lulo, tomate de árbol, castarra, papaya, guama, piña, piñuela, arándano, madroño, arazá y borojó, entre otras.
Los productos agrícolas se obtienen para el autoconsumo y el trueque, ya que su comercio queda oculto por la falta de caminos. Sin embargo, los productos de la ganadería y la minería están bien establecidos y se venden directamente en Mocoa la capital del Putumayo, lo que genera una forma de ingreso a los lugareños.